# Soleil Launière
Soleil Launière es una escritora, actriz, artista de performance y música innu de Canadá, que fue la primera artista indígena canadiense en ganar el concurso Francouvertes para músicos emergentes de Quebec.

## Vida y carrera
Miembro de la Primera Nación Pekuakamiulnuatsh de Mashteuiatsh, Quebec, es hija de un padre innu y una madre quebequense, y su obra a menudo gira en torno, en parte, a su condición de mujer indígena que a menudo puede pasar por blanca. En 2019, lanzó la productora Auen Productions para producir obras de teatro y performance.
Su obra de teatro Akuteu fue nominada al Premio del Gobernador General para drama en lengua francesa en los Premios del Gobernador General de 2023. Ganó el Premio Voces Indígenas de Poesía o Drama Francés, y los premios de Poesía/Drama y Descubrimiento en el Salón del Libro de Saguenay-Lac-Saint-Jean de 2024.
En 2023 lanzó el álbum Taueu, que incluye canciones interpretadas en inglés, francés e innu-aimun. Además de su victoria en los Francouvertes, recibió nominaciones al Premio Félix como Artista Indígena del Año y Álbum en Lengua Indígena del Año en la 46ª edición de los Premios Félix en 2024. Ese mismo año actuó en el cortometraje Katshinau (Les Mains sales).

## Vida personal
Ella se identifica como dos espíritus.